# サゼチジンA
サゼチジンA(Sazetidine A, AMOP-H-OH)は、α4β2ニコチン性アセチルコリン受容体のサブタイプ選択的な部分的アゴニストとして作用する薬物である。(α4)2(β2)3五量体のアゴニスト、(α4)3(β2)2五量体のアンタゴニストとして作用する。動物実験により、エピバチジンと同程度の鎮痛効果を持つことが示されたが、毒性はより少なく、抗うつ作用も持つ。